# Файфский и форфарский йоменский полк
Файфский и форфарский йоменский полк (англ. Fife and Forfar Yeomanry (FFY)) — бронетанковый йоменский полк британской армии, сформированный в 1797 году. Участвовал во Второй англо-бурской войне, Первой и Второй мировых войнах. В 1956 г. он был объединён с Шотландским конным полком в Файфский и форфарский йоменский/шотландский конный полк (Fife and Forfar Yeomanry/Scottish Horse). Преемственность от полка сохраняет Файфский и форфарский йоменский/шотландский конный эскадрон «C» Шотландского и североирландского йоменского полка, базирующийся в городе Купаре (округ Файф).

## История

### Ранняя история
Керколдийский взвод (англ. Kirkcaldy Troop) был сформирован в 1797 г., но, став в 1803 г. Файфским йоменским кавалерийским полком, который был расформирован в 1828 г. В 1831 г. он был вновь сформирован как Файфский йоменский кавалерийский полк, но снов расформирован в 1838 г. В 1860 г. оно было вновь сформировано как 1-й файфширский конный стрелковый добровольческий корпус (англ. 1st Fifeshire Mounted Rifle Volunteer Corps).
Форфарский йоменский полк был сформирован в 1794 г., но также расформирован в 1828 г. В 1856 г. он был вновь сформирован как Форфарский йоменский полк, но снова расформирован в 1862 г. В 1876 г. он был вновь сформирован как 1-й форфарширский легкоконный добровольческий корпус.

### Вторая англо-бурская война
13 декабря 1899 г. было принято решение о допуске добровольцев к участию во Второй англо-бурской войне. В связи с поражениями во время «чёрной недели», произошедшими в том же месяце, британское правительство осознало, что ему потребуются не только регулярные войска, поэтому 24 декабря был издан Королевский ордер (Royal Warrant). Этим ордером была официально создана Имперская йоменская конная пехота (Imperial Yeomanry — IY). Согласно королевскому ордеру, постоянные йоменские полки должны были предоставить роты обслуживания численностью около 115 человек каждая. Кроме того, многие британские граждане (как правило, представители высшего класса) добровольно вступали в новый полк. Два полка совместно сформировали 20-ю роту (Fife and Forfarshire Light Horse) IY, которая служила в 6-м (шотландском) батальоне IY.
В 1901 г. 1-й файфширский конный стрелковый добровольческий корпус и 1-й форфарширский лёгкий конный добровольческий корпус объединились в Файфширский и форфарширский имперский йоменский полк (Fifeshire and Forfarshire Imperial Yeomanry). Слово «имперский» было исключено из названия после создания Территориальных сил в 1908 г.
В это время полк базировался на Хантер-стрит в Керколди.

### Первая мировая война
В соответствии с Законом о территориальных и резервных силах 1907 г. (7 Edw. 7, c.9), на основании которого были созданы Территориальные силы (ТС), они должны были стать силами обороны страны, предназначенными для службы в военное время, и их члены не могли быть принуждены к службе за пределами страны. Однако с началом войны 4 августа 1914 г. многие военнослужащие добровольно ушли на имперскую службу. Поэтому в августе и сентябре 1914 г. подразделения ТС были разделены на подразделения 1-й линии (для службы за границей) и 2-й линии (для службы на родине для тех, кто не может или не хочет служить за границей). Позже была сформирована 3-я линия, которая выполняла роль резерва, обеспечивая обученную замену полкам 1-й и 2-й линий.

#### 1-й полк
Они были расформированы и в итоге стали 14-м (FFY) батальоном полка «Чёрная стража». В составе 74-й (йоменской) дивизии они служили в Египте и Палестине в 1917 и 1918 годах, а в 1918 году переехали во Францию.

#### 2-й полк
Полк 2-й линии был сформирован в сентябре 1914 г. и в январе 1915 г. был приписан к 2/1-й хайлендской коннострелковой бригаде (2/1st Highland Mounted Brigade). 31 марта 1916 г. было приказано пронумеровать остальные коннострелковые бригады в единой последовательности; бригада была пронумерована как 1-я коннострелковая бригада и вошла в состав 1-й коннострелковой дивизии (1st Mounted Division) в Норфолке. В июле 1916 г. 1-я коннострелковая дивизия была реорганизована в 1-ю велосипедную дивизию, а полк был переведён в качестве конного подразделения во 2-ю коннострелковую бригаду новой 1-й коннострелковой дивизии (бывшей 3-й коннострелковой дивизии) в районе Брентвуда.
В ноябре 1916 г. полк был преобразован в велосипедный в составе 6-й велосипедной бригады в Ашингтоне (графство Нортумберленд). К июлю 1917 г. полк находился в Аклингтоне и оставался там до начала 1918 г., когда вместе с 6-й велобригадой отправился в Ирландию. До конца войны она дислоцировалась в местечке Курраг (The Curragh).

#### 3-й полк
3-й линейный полк был сформирован в 1915 г.; летом того же года он был придан резервному кавалерийскому полку в Олдершоте. В июне 1916 г. он находился в Перте. В начале 1917 г. полк был расформирован, а личный состав переведён во 2-ю линию или в 4-й (резервный) батальон «Черной стражи» в Рипоне.

### Интербеллум
7 февраля 1920 г. полк был переформирован в Территориальную армию со штаб-квартирой в Керколди. С учетом опыта войны было решено сохранить в качестве конной кавалерии только четырнадцать наиболее старших йоменских полков. В результате 6 января 1921 г. полк был одним из восьми переформированных и сокращённых до 2-й (файфской и форфарской) бронеавтомобильной роты Танкового корпуса, позднее переименованной в 20-ю (файфскую и форфарскую) бронеавтомобильную роту Королевского танкового корпуса. 30 апреля 1939 г. она была переведена в состав Королевского бронетанкового корпуса.
К 1939 г. стало ясно, что возможна новая европейская война, и было разрешено удвоить численность Территориальной армии, причем каждое подразделение должно было стать дублирующим. В августе 1939 г. Лотианский полк (Lothians) был расширен до бронетанкового полка как 1-й файфский и форфарский йоменский полк и в том же месяце сформирован дублирующий 2-й файфский и форфарский йоменский полк.

### Вторая мировая война

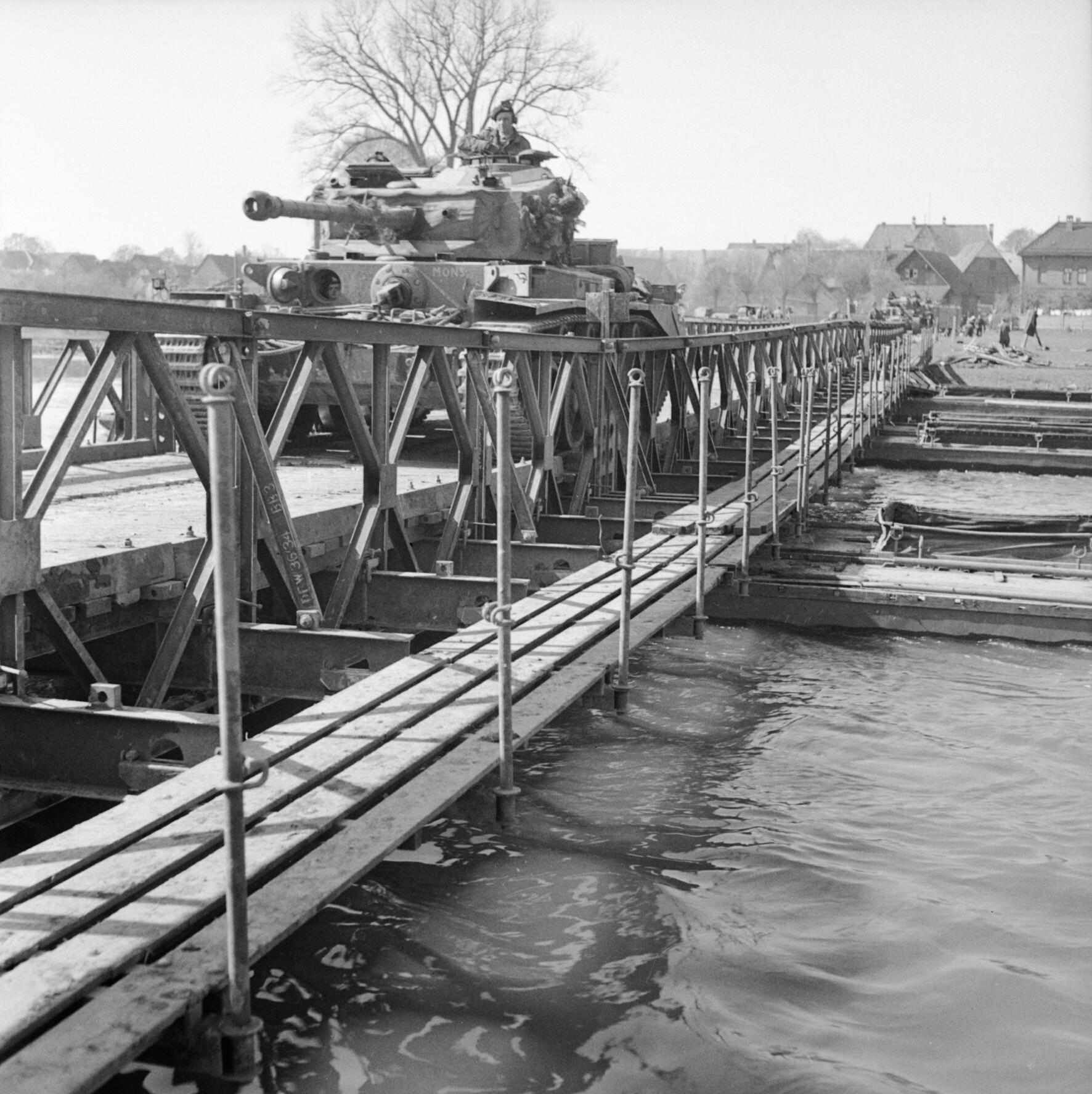
Танки «Комета» из состава 2-го полка переправляются через Везер у Петерсхагена, 7 апреля 1945 года

#### 1-й файфский и форфарский йоменский полк
В сентябре 1939 г. 1-й файфский и форфарский йоменский полк высадился во Франции в качестве разведывательного полка 51-й (хайлендской) пехотной дивизии Британских экспедиционных сил, затем участвовала в эвакуации из Дюнкерка в июне 1940 г. В дальнейшем полк служил в Великобритании в составе 28-й бронетанковой бригады 9-й бронетанковой дивизии до августа 1944 г., когда он был переброшен в северо-западную Европу и участвовал в переправе через Рейн в составе 31-й бронетанковой бригады 79-й бронетанковой дивизии в марте 1945 г.

#### 2-й файфский и форфарский йоменский полк
В июне 1944 г. 2-й файфский и форфарский йоменский полк участвовал в высадке в Нормандии в составе 29-й бронетанковой бригады 11-й бронетанковой дивизии. Впоследствии он принимал участие в операциях «Эпсом» в июне 1944 г., «Гудвуд» в июле 1944 г., «Блюкот» в августе 1944 г. и отражении наступления вермахта в Арденнах в декабре 1944 г.

### После войны
Когда в мае 1947 г. Территориальная армия была вновь сформирована, полк вернулся к своей довоенной роли бронеавтомобильного полка. В 1956 г. он был объединён с Шотландским конным полком в Файфский и форфарский йоменский/шотландский конный полк (Fife and Forfar Yeomanry/Scottish Horse). Хотя в 1975 г. Файфский и форфарский йоменский/шотландский конный полк был расформирован, его родословная сохранилась в эскадроне «C» Шотландского и североирландского йоменского полка (Scottish and North Irish Yeomanry), базирующегося в городе Купар (округ Файф).

## Память
Книга памяти хранится в старой приходской церкви Купара (Cupar Old Parish Church), а в разрушенном здании церкви на старом церковном кладбище Туллиаллан (Tulliallan Old Churchyard, также известном как Woodlea Old Cemetery) в Кинкардине на Форте установлена резная каменная доска «Памяти всех чинов — Fife Light Horse и The Fife and Forfar Yeomanry 1860—1918».

## Боевая слава
Боевые отличия полка изображены на гидоне (боевом знамени), который был заложен в Старой приходской церкви Купара при объединении полка. После слияния полка боевые отличия были перенесены на гидон Файфского и форфарского йоменского/шотландского конного полка и сегодня представлены на гидоне Собственного Её Величества йоменского полка (Queen’s Own Yeomanry). Файфский и форфарский йоменский полк был удостоена следующих боевых наград (награды, выделенные жирным шрифтом, изображены на полковых цветах):
| Вторая англо-бурская война | South Africa 1900-01 |
| Первая мировая война       | Somme 1918, Bapaume 1918, Hindenburg Line, Épehy, Pursuit to Mons, France and Flanders 1918, Gallipoli 1915, Egypt 1915-17, Gaza, Jerusalem, Tell 'Asur, Palestine 1917-18 |
| Вторая мировая война       | Dunkirk 1940, Cheux, Bourguébus Ridge, Le Perier Ridge, Scheldt, Ourthe, Rhineland, Rhine, North-West Europe 1940, '44-45                                                  |

## Гидон
Гидон (знамя) полка хранится в приходской церкви Cupar Old и St Michael of Tarvit.

## Униформа

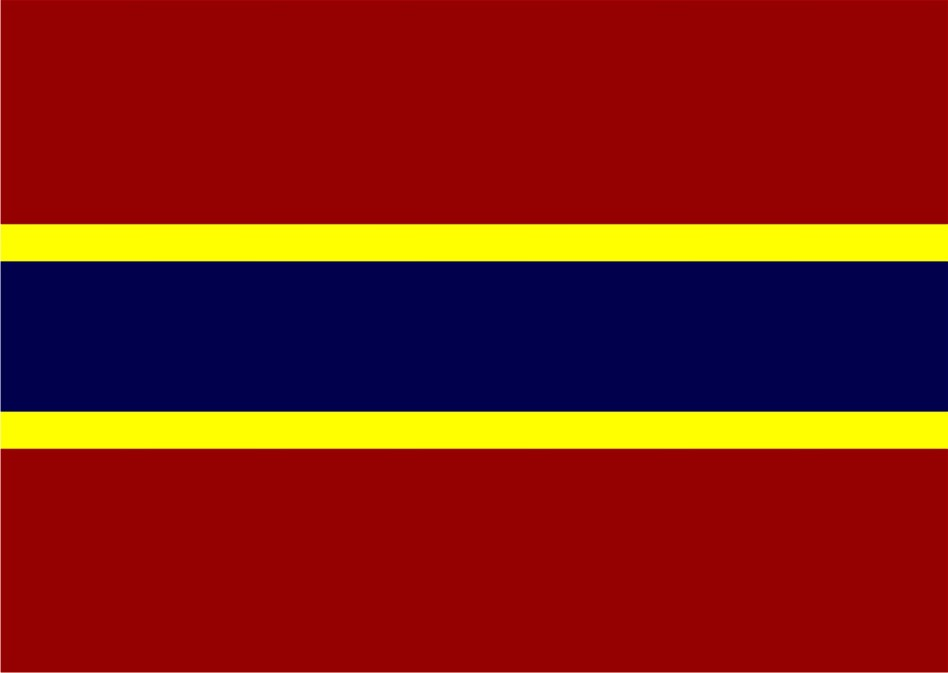
Конюшенный ремень полка.

Кокарда на фуражке FFY — конный рыцарь или «Файфский тан» (англ. The Thane of Fife). Он также носился на воротниках офицеров и солдат эскадрона и на оружии над шевронами всех старших унтер-офицеров. В качестве головного убора полка носился чёрный берет Королевского танкового полка. Полк носил конюшенный ремень малиново-жёлтого цвета с тёмно-синей полосой.

## Музыка
Быстрым маршем полка был Wee Cooper of Fife.

## Тепловоз
В честь полка был назван тепловоз British Rail Class 55 «Deltic» D9006 (позднее 55006), построенный в 1961—1962 гг. компанией English Electric. Он был предназначен для скоростных экспрессных пассажирских перевозок на магистральной линии восточного побережья между лондонской станцией London King’s Cross и Эдинбургом.